# Jan A. P. Kaczmarek
Pour les articles homonymes, voir Kaczmarek.
Jan Andrzej Paweł Kaczmarek est un compositeur polonais de musique de film, né le 29 avril 1953 à Konin et mort le 21 mai 2024 à Cracovie. Il est le compositeur de plus de soixante-dix longs métrages et documentaires, et a notamment reçu la prestigieuse récompense de l'Oscar de la meilleure musique de film pour Neverland (2004) .

## Biographie
Jan Kaczmarek est diplômé de droit à l'université Adam-Mickiewicz de Poznań. Il travailla avec le Théâtre laboratoire (pl) de Jerzy Grotowski durant les années 1980 et fonda l'Orchestre du Huitième Jour. Il enregistra son premier album, Music For The End (Musique pour la fin) en 1982 pour Flying Fish Records (Chicago). En 1989, il déménagea pour Los Angeles. Il enregistre disques pour Savitor Records et donne des concerts aux États-Unis et en Europe.
Il fonda également l'Instytut Rozbitek, près de Poznań, voué au développement de nouveaux travaux au cinéma, au théâtre et en musique.
Il composa notamment la musique du film Hatchi, dont la plus connue est Goodbye.
Le compositeur est mort à Cracovie le 21 mai 2024 à l'âge de 71 ans des suite d'une atrophie multisystématisée.

## Filmographie

### Cinéma
- 1986 : Le jeu de l'aveugle (pl) de Dominik Wieczorkowski-Rettinger
- 1989 : A halálraítélt (Le condamné) de János Zsombolyai
- 1990 : Pale Blood de V.V. Dachin Hsu et Michael W. Leighton
- 1992 : Le mariage blanc (Biale malzenstwo) de Magdalena Łazarkiewicz
- 1993 : Le Double maléfique d'Avi Nesher
- 1994 : Gospel According to Harry de Lech Majewski
- 1995 : Felony de David A. Prior
- 1995 : Rimbaud Verlaine (Total Eclipse) d'Agnieszka Holland
- 1996 : Dead Girl d'Adam Coleman Howard
- 1997 : Bliss de Lance Young
- 1997 : Washington Square d'Agnieszka Holland
- 1999 : Aimée et Jaguar de Max Färberböck
- 1999 : The Third Miracle d'Agnieszka Holland
- 2000 : Les Âmes perdues de Janusz Kamiński
- 2001 : Quo Vadis de Jerzy Kawalerowicz
- 2001 : Hiver 42 : Au nom des enfants de Yurek Bogayevicz
- 2002 : Infidèle d'Adrian Lyne
- 2004 : Neverland de Marc Forster
- 2006 : Qui n'a jamais vécu ne meurt jamais (pl) d'Andrzej Seweryn
- 2007 : Evening de Lajos Koltai
- 2007 : The Visitor de Thomas McCarthy
- 2007 : Hanía de Janusz Kamiński
- 2008 : Karamazovi de Petr Zelenka
- 2008 : La Bataille de Passchendaele de Paul Gross
- 2009 : Les cavaliers de l'Apocalypse de Jonas Åkerlund
- 2009 : City Island de Raymond De Felitta
- 2009 : Hatchi (Hatchikō: A Dog's Story) de Lasse Hallström
- 2009 : Le Grand Jour (Get Low) d'Aaron Schneider
- 2010 : Leonie d'Hisako Matsui
- 2012 : The Time Being de Nenad Cicin-Sain
- 2013 : La Bataille de Westerplatte (Tajemnica Westerplatte) de Pawel Chochlew
- 2018 : Paul, Apôtre du Christ (Paul, Apostle of Christ) d'Andrew Hyatt

### Télévision
- 2006 : A Girl Like Me : L'Histoire vraie de Gwen Araujo (A Girl like Me: The Gwen Araujo Story) (TV)
- 2007 : Guerre et Paix (mini-série)

## Récompenses
- Neverland (2004) : Oscar de la meilleure musique de film